# Хуей
Хуей е етническа група, една от 56-те признати групи в Народна република Китай. Предимно са мюсюлмани. Наброяват около 10 милиона. Говорят на мандарин (китайски) и други китайски диалекти. Концентрирани са предимно в Нинся-хуейски автономен регион, Цинхай и Гансу. Местоположението им е на Пътя на коприната, от където е дошъл ислямът в Китай чрез арабски и персийски търговци. Етнически са близки до ханските китайци с изключение на тяхната религия.